# BMW・R75
BMW・R75は、BMW製のサイドカー付きオートバイである。競合車であるツンダップ・KS 750とともに通称として"überschweres Wehrmachtsgespann"（ドイツ語で「超重ドイツ国防軍サイドカー」の意）とも呼ばれた。とりわけ、エルヴィン・ロンメルのドイツアフリカ軍団による北アフリカ戦線と、1941年から1945年にかけてのソ連との戦いで使用された。

## 概要
主に第二次世界大戦中のナチス・ドイツ軍において使用された。その出自はやや特殊で、オートバイではあるがサイドカーの装着を前提としている。サイドカー側の車輪もレバーで駆動させることができる「パートタイム二輪駆動」構造になっていて、不整地走破性能は当時のサイドカー付きオートバイとしては、非常に高いものであった。サイドカーに機関銃（MG 34またはMG 42）が装備できる。
戦後、本車両のデザイン、二輪駆動構造を模倣・参考にしたソ連-ロシア製「IMZ・ウラル」や、現ウクライナ製「KMZ-DNEPR」が現在でも製造されている。また、1954年の東ドイツでは、本車のエンジン改良型「AWO-700」というサイドカーも製造されていた。こちらはテストのために少数が生産されたものの、本格的な生産には至らなかった。
なお、後年BMW・R75/5と呼ばれる車種が生産されたが、これは、上記車種とはエンジンのシリンダーレイアウトなどに共通性を見出すことができるものの、実質的には別の車両である。

## 歴史
1930年代、BMWは人気があり、非常に高性能なオートバイを数多く生産していた。1930年代後半にツンダップとともにドイツ国防軍からの要請を受けて、サイドカー装備のオートバイの要件を満たすために開発された。
R75の試作モデルは、R71エンジンをベースにした750ccサイドバルブエンジンを搭載していた。ところが、テスト中にオーバーヒートの問題に見舞われたため、R75ユニット用にまったく新しい独自のエンジンを設計することになった。このOHVエンジンは、後にR51/3、R67、R68などの戦後のBMWフラットツインエンジン二輪車の基礎となった。
BMW・R75と競合するツンダップ・KS 750は、どちらもロシアと北アフリカにいたドイツ国防軍の部隊で広く使用されていたが、評価期間の後、ツンダップが選ばれた。1942年8月、ツンダップとBMWは陸軍の要請により、最終的にツンダップとBMWのハイブリッド(BW 43と命名)を製作し、BMW 286/1サイドカーをツンダップ・KS 750に移植することを目的として、両マシンの部品の標準化に合意した。また、R75の生産台数が20,200台に達した時点で生産を中止し、それ以降はBMWとツンダップはツンダップ-BMWの生産のみを行い、毎年20,000台を生産することで合意した。
しかし、20,200台のBMW・R75の目標が達成されなかった上に、アイゼナハ工場が連合軍の爆撃でひどく損傷したことによって、1944年にストップするまで生産が続けられた。1946年にはさらに98台がソ連によって組み立てられた。
それにもかかわらず、標準化プログラムにより、BMWとツンダップのマシン間で70%の部品共通化を達成した。これにより、車両のスペアパーツの供給が簡素化され、その多くは今でも歴史的なオートバイ愛好家の手に渡っている。

## 技術
R75は、ギアボックスの上部にストラットを追加したマルチピースのボルト式チューブラースチールフレームと、油圧ダンピングを備えたテレスコピックフォークを備えている。単車の後輪にはサスペンションがなく、サイドカーにリーフスプリングがある。ボルトで固定された鋼管フレームは、ビームが分割されており、下部フレーム部分を折りたたむことができるため、簡単にエンジンをすばやく交換できる。また、フックを利用して軽量特殊トレーラー1(SdAnh 1)やその他の荷物を取り付けることができる。トラックゲージが1,180mm、重量が400kg、耐荷重が270kgである。
点火システムには、マグネトーが採用されている。点火時期を自動調整する機構を備えていたことから、信頼性の高い点火動作が保証された。マグネトーはツンダップ・KS600とBMW・R71にも採用されており、Noris ZGA2とBosch FJ2 R134の2つのメーカーから供給されたスパークプラグが使用される。トルク曲線はサイドカーでの運転に適合している。圧縮比が低いため、エンジンは劣悪な燃料や合成燃料でも運転できる。

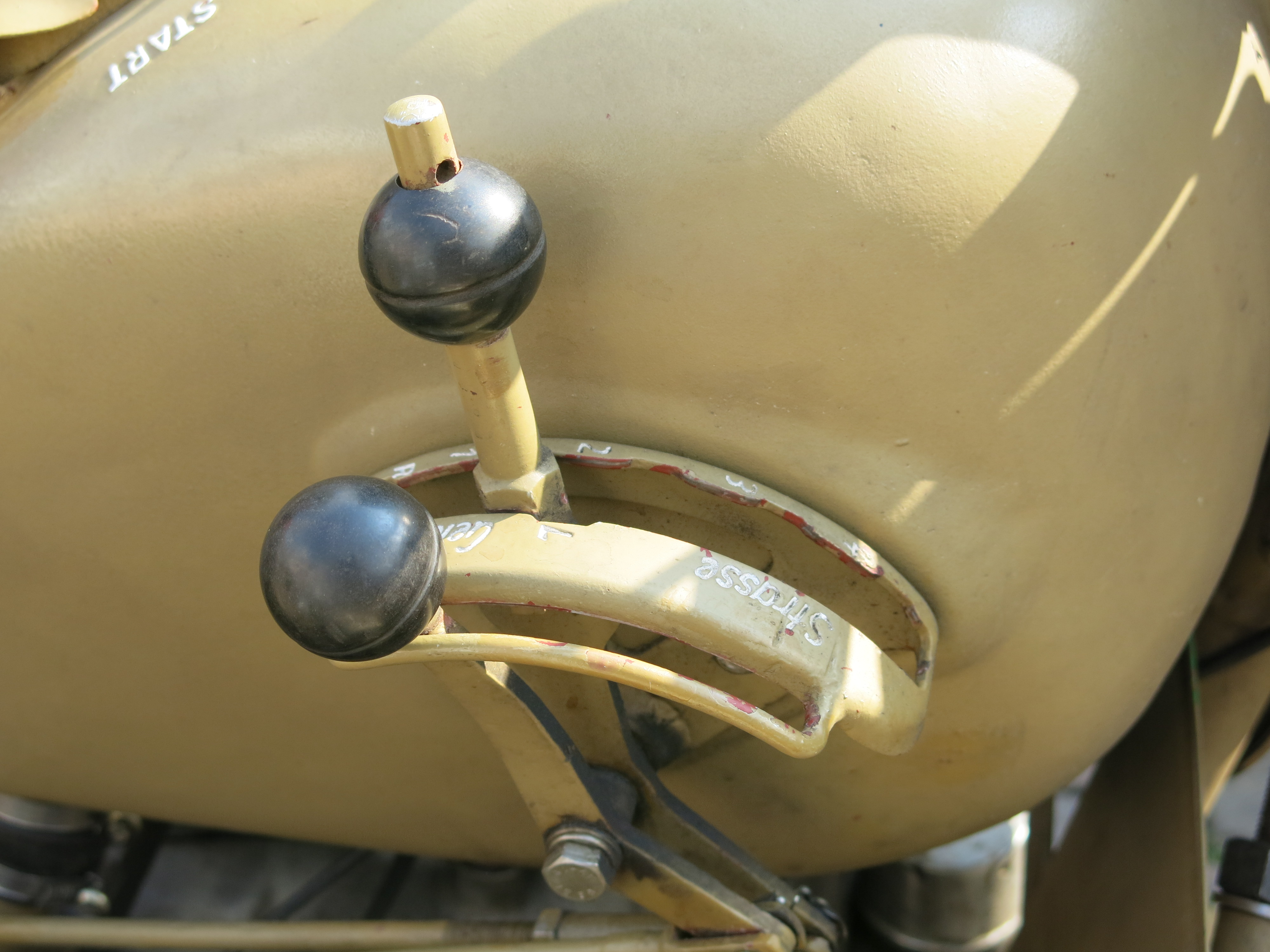
シフトレバー

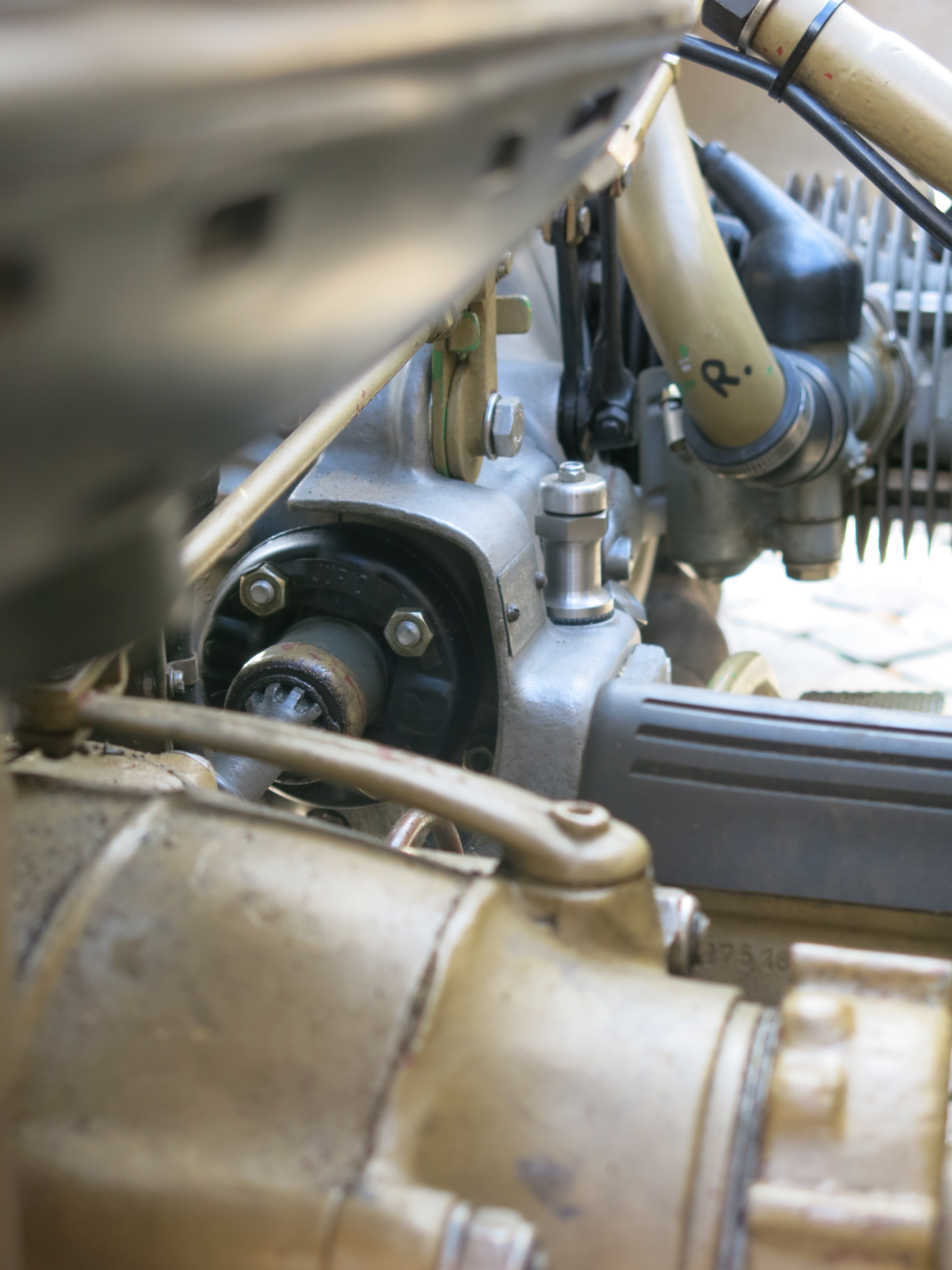
手前はサイドカーのドライブシャフトとディファレンシャルロックレバー

4速ギアボックスは、変速切替を手元（燃料タンク右側）の2つのレバーまたは足下のシフトレバーの両方で任意に行える。また、オンロード・オフロード走行用それぞれのギア比があり、オフロードリダクション(3速)とリバースギアがある。動力は後輪とサイドカーのホイールに伝達され。後輪の右側には、サイドカー駆動用のリミテッドスリップディファレンシャルがある。これにより、R75は非常に操縦性が高く、ほとんどの路面を走行できるようになった。さらに、サイドカーのトルクを低く抑える（後輪で70%、サイドカーで30%）ことで、完璧な正起を可能にした。

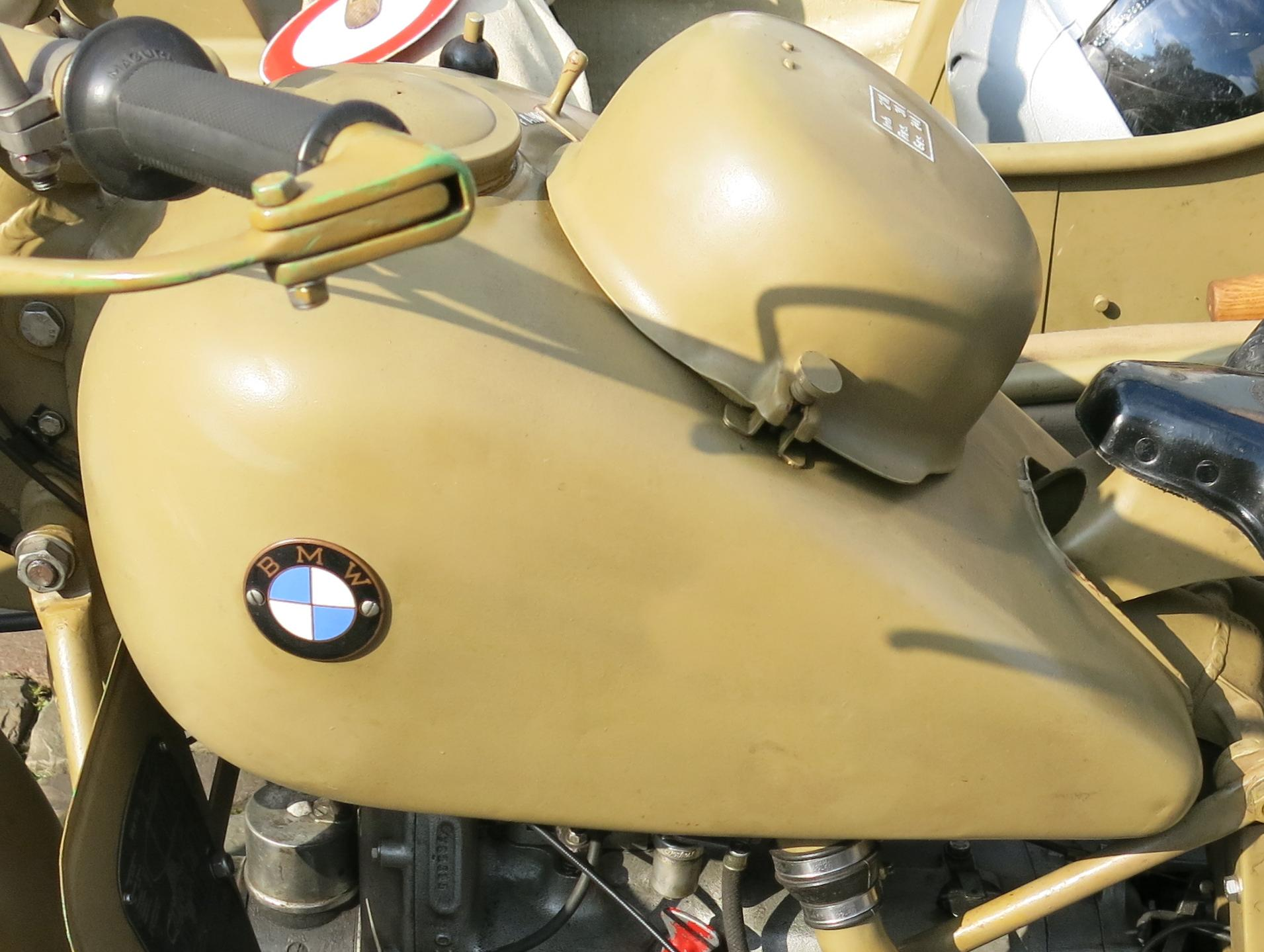
1942年以降のエアフィルター

この組み合わせは当初、見事に優れたように見えたが、1941年から1942年にかけてのロシア戦線の初めに多くのエンジントラブルに見舞われた。原因はエアクリーナーに水と泥が溜まっていたことである。その結果、1942年の終わりに、フィルターは燃料タンクの上部に移動され、ヘルメットのようなカバーに覆われた。空気はキャブレターに通じる2本の長い接続パイプを通過した先のマフラーから排出される。この排気マフラーも極端に上方へ折れ曲がった形状をしており、マフラーまでの高さの水中走行が行えるようになった。さらにマフラー下部側面に排気ガスを取り出す管が付けられ、チューブを繋いでハンドル付近に導くことで、排気ガスを利用して手元を暖房できる。この吸排気系の改良と同時に、伸縮式フォークには、スライディングチューブに汚れが入らないようにフォークブーツが取り付けられた。
| ギア | オンロード | オフロード |
| ---- | ---------- | ---------- |
| 1    | 22         | 14         |
| 2    | 44         | 24         |
| 3    | 66         | 42         |
| 4    | 92         |            |

## 車両解説
BMW・R75は、よく世界初の二輪駆動型サイドカーと誤認されるが、二輪史研究家たちの説によると、初めて実際につくられたのは1928年のことであり、Izhの黎明期モデル群の生みの親であるソ連のエンジニア、ピョートル・ウラジーミロヴィチ・モザロフが開発した試作車である。本格的な量産車は1929年に英国のボーンが特許を取得した技術によって生産されている。

## 数量と現在の分布
R75は18,000台が製造される予定だった。しかし、ヴェルナー・オズワルドによると、1944年に16,510台が生産されたと唱えている。なぜこうなったのかというと、R75の設計が複雑で製造コストが高すぎたためである。ドイツ国防軍の単価は2,630ライヒスマルクであった。生産は1941年6月に開始され、1942年10月にアイゼナハ工場に移管された。
その精巧で耐久性のある技術のために、コレクターズアイテムとして今でも非常に人気であり、それに応じて高値で取り引きされる。充分に復元されたR75は、オンロードでもオフロードでも問題なく日常的に乗ることができる。スペアパーツは、市場性を維持するために今日でも再生産されている。

## ギャラリー

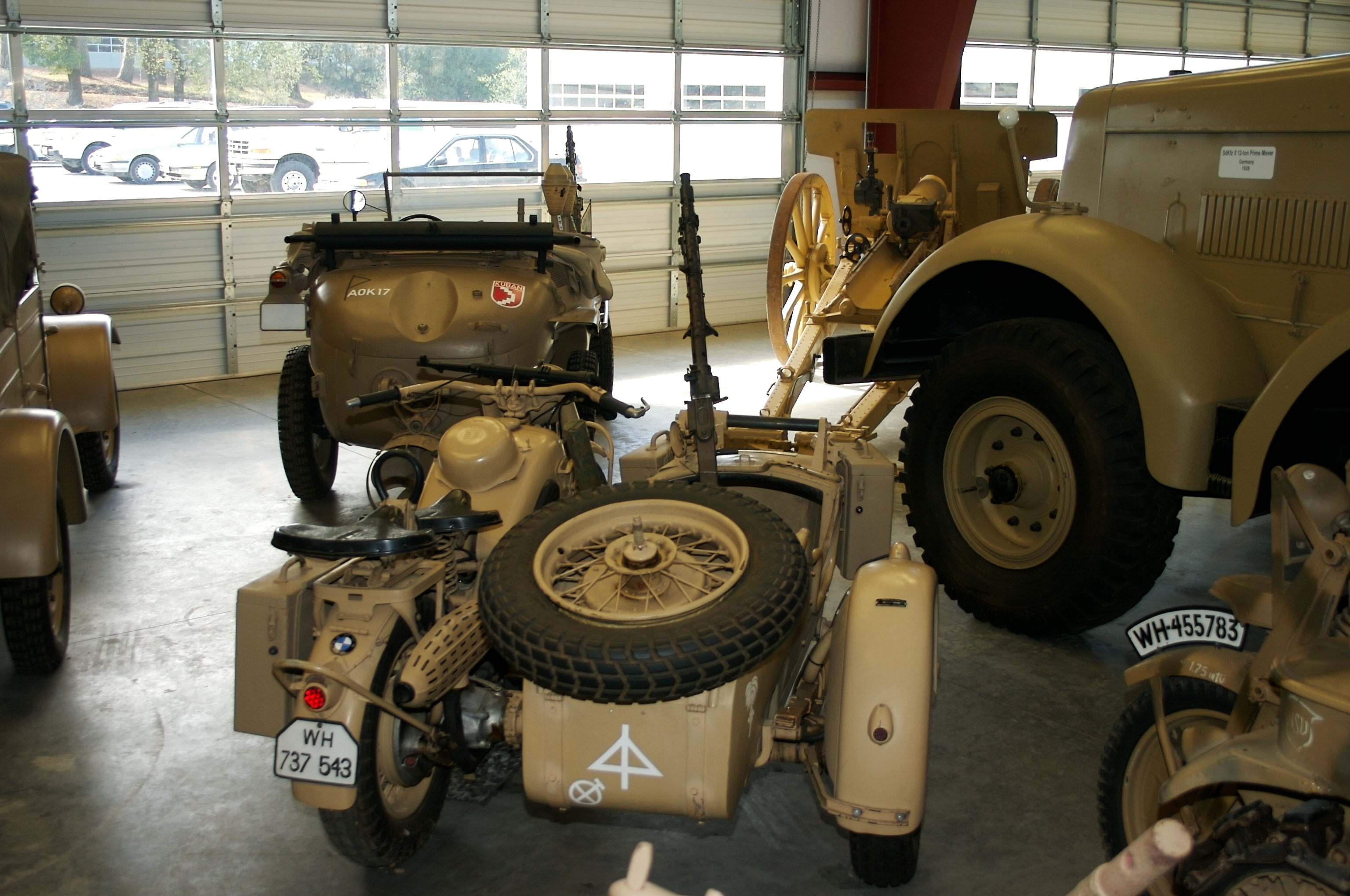
サイドカーの後部にスペアタイヤを装着した砂漠迷彩のBMW・R75の後方
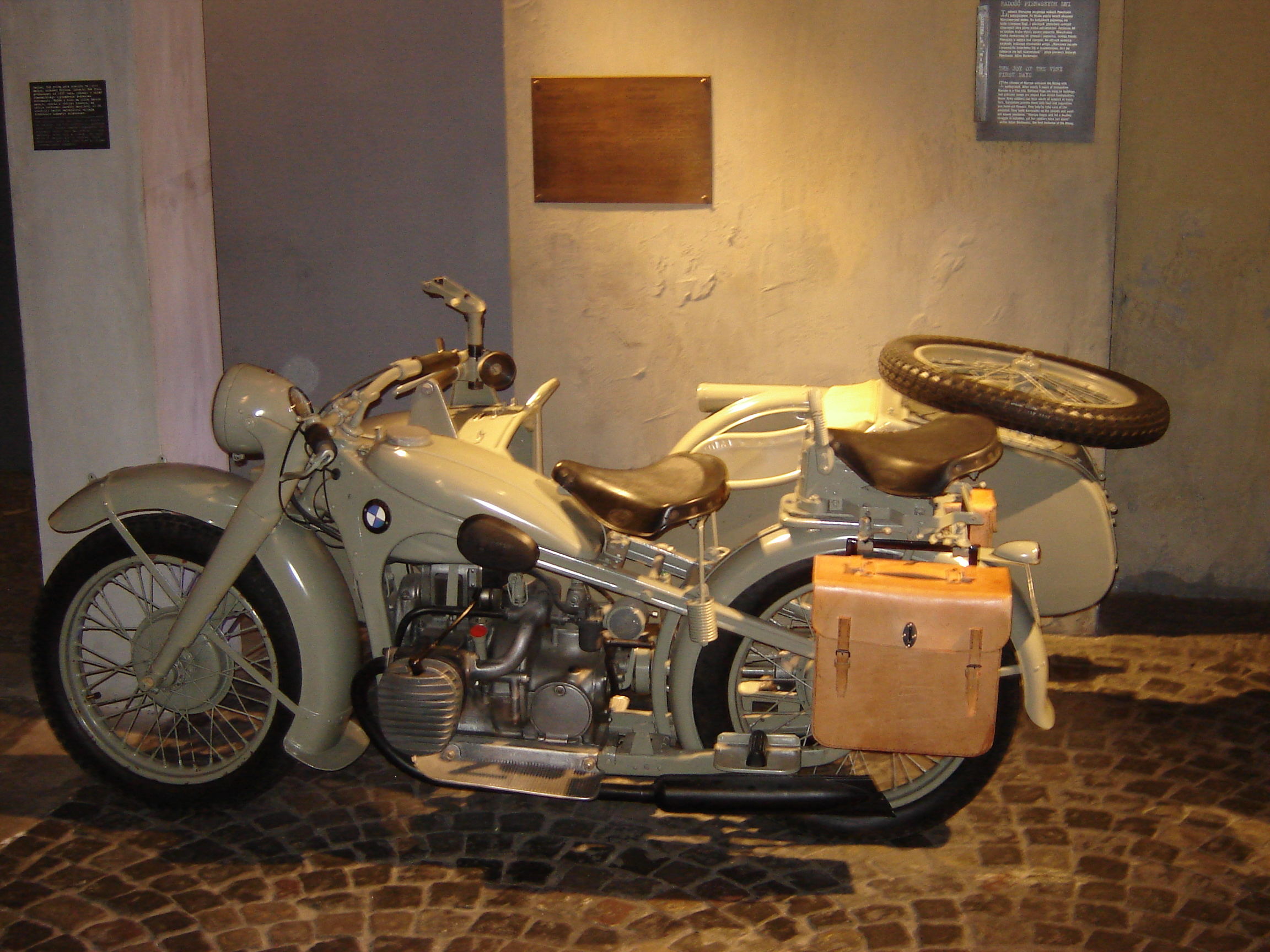
側方、単車側
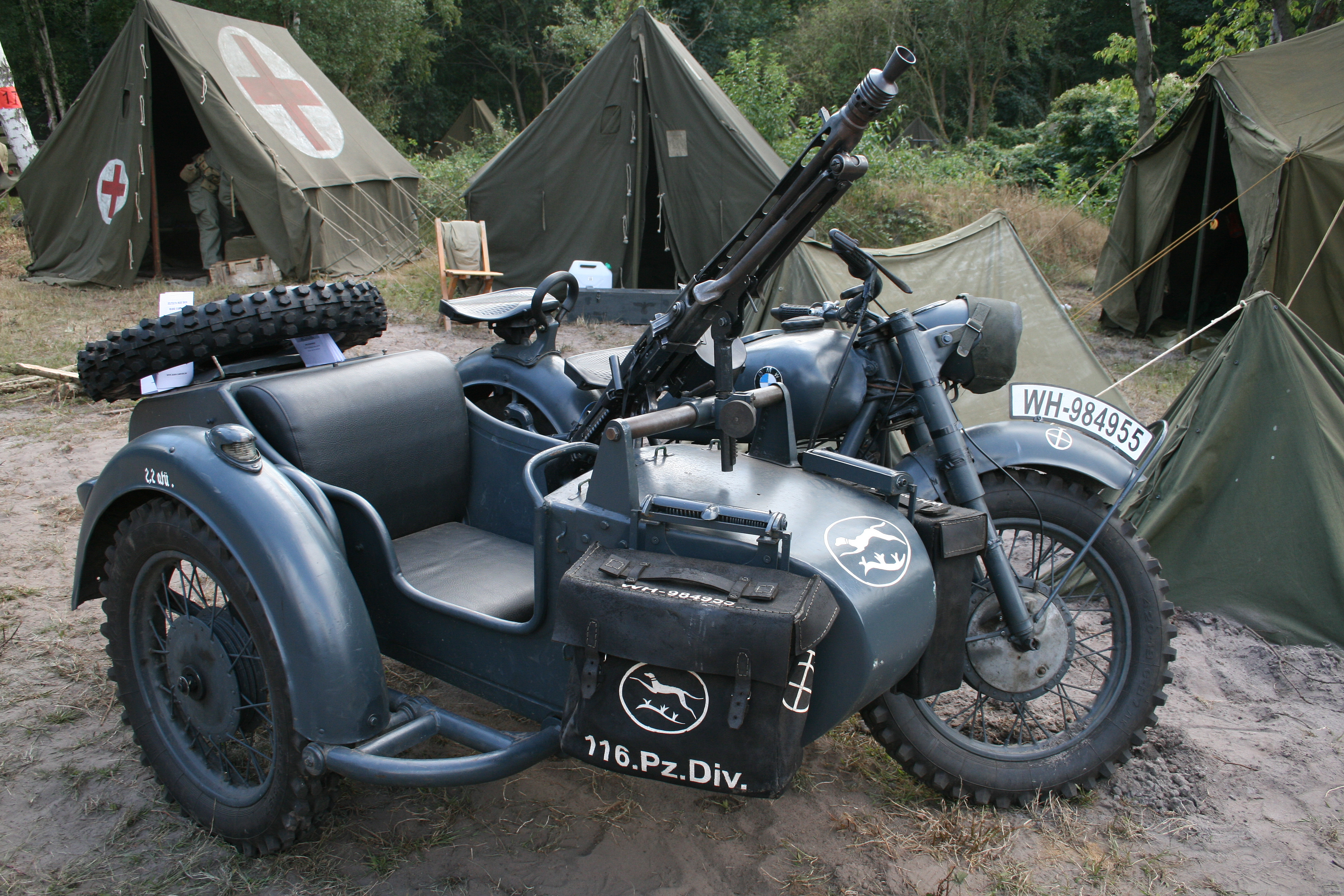
側方、サイドカー側
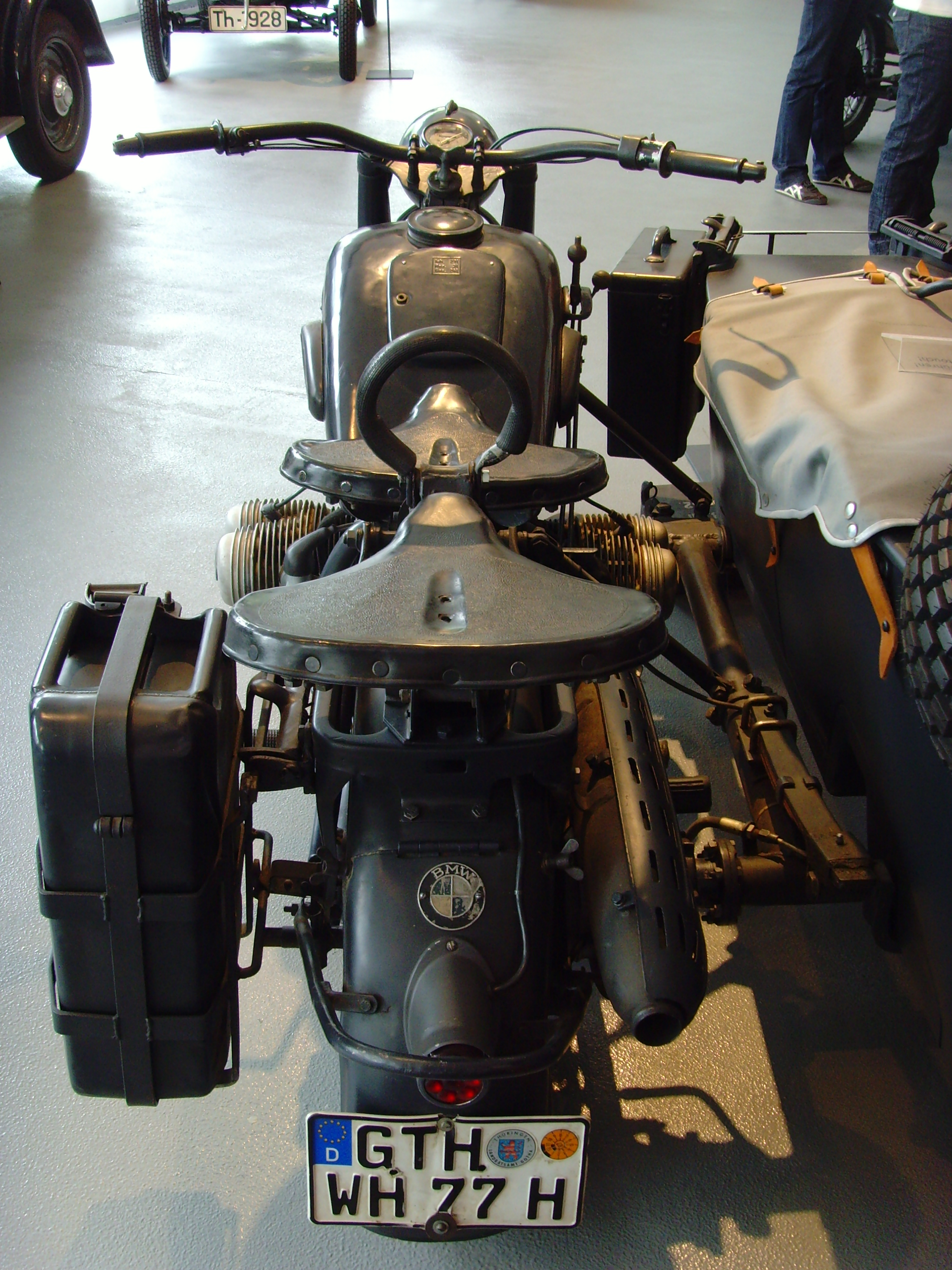
単車後方
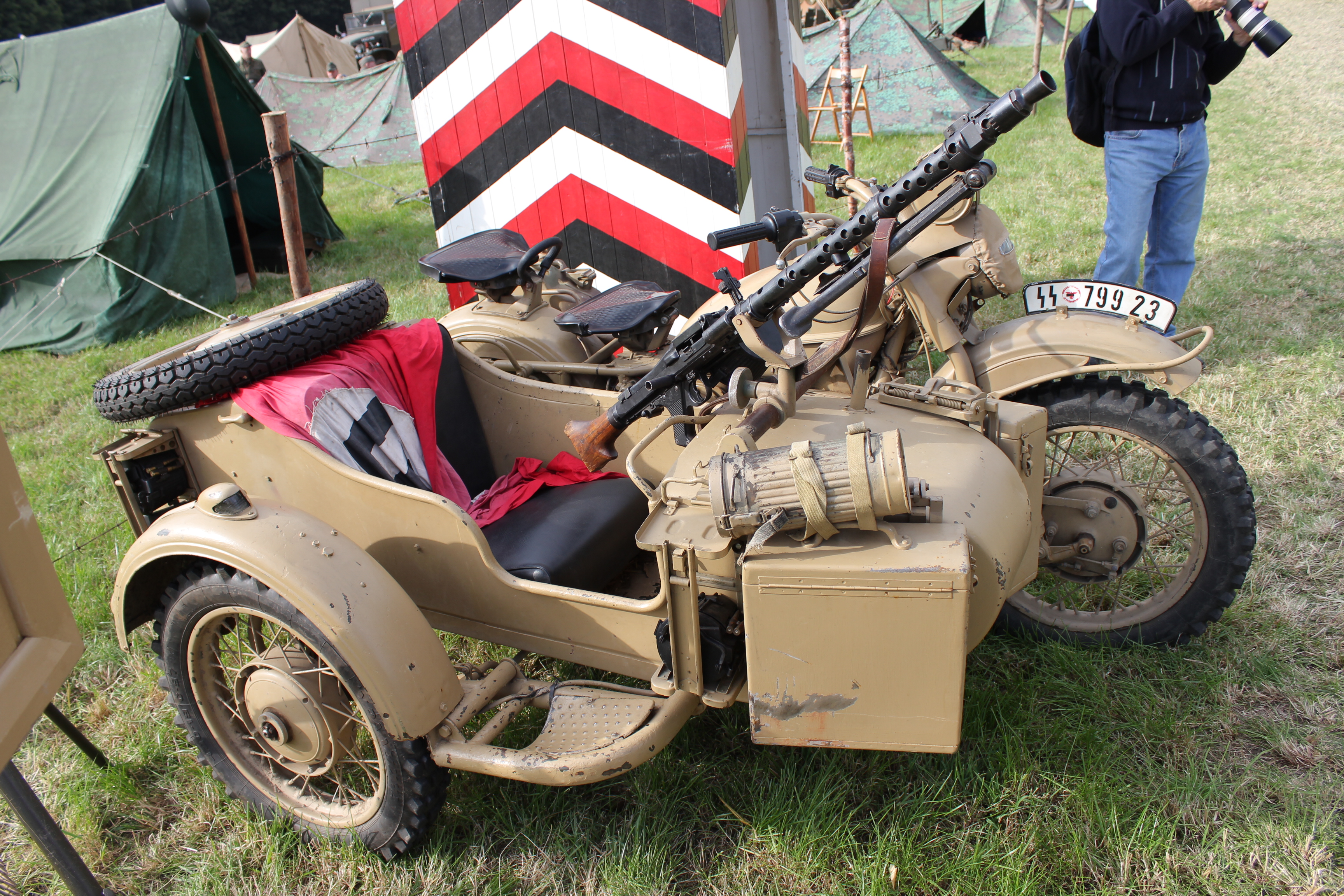
銃を架けているサイドカー
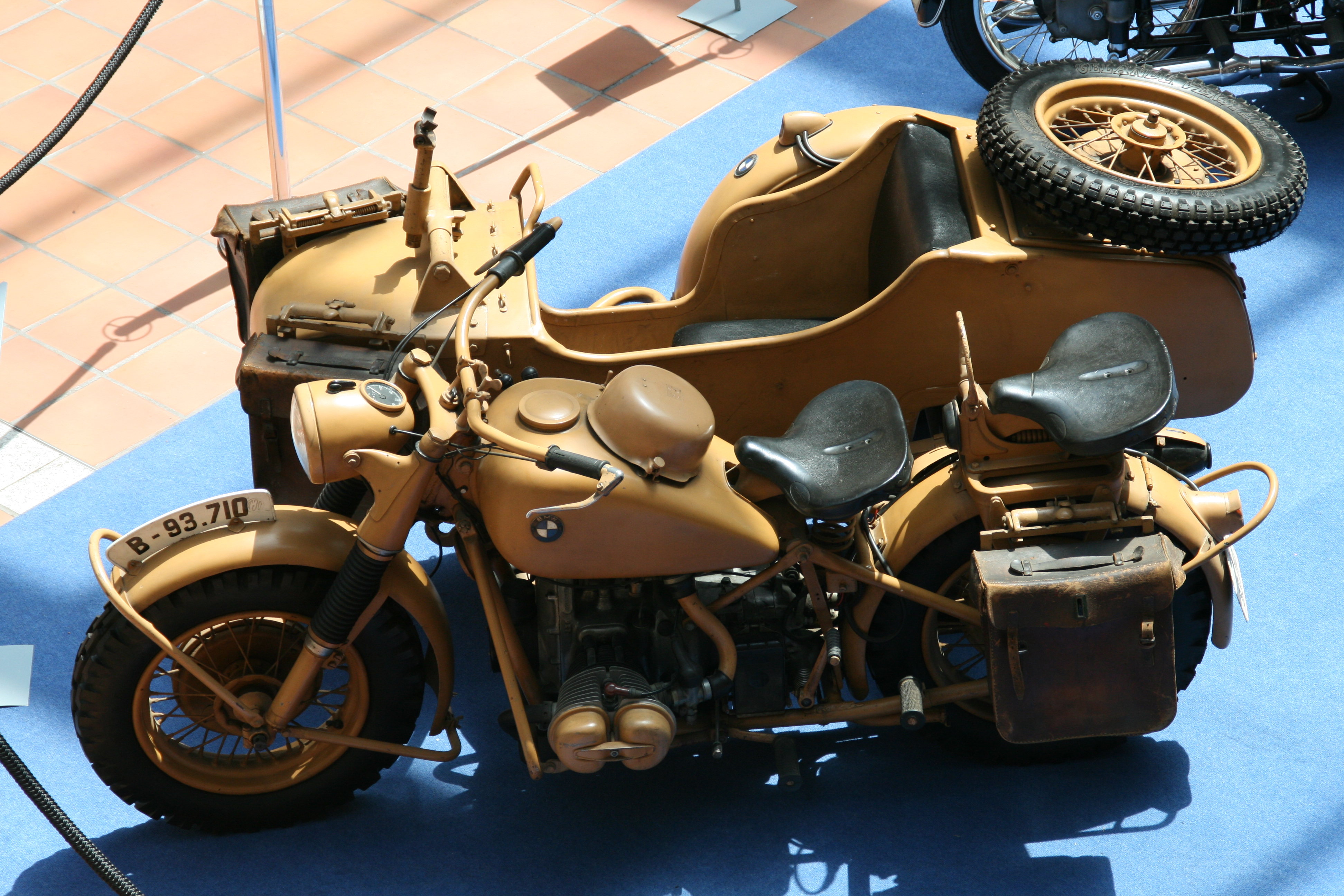
上方
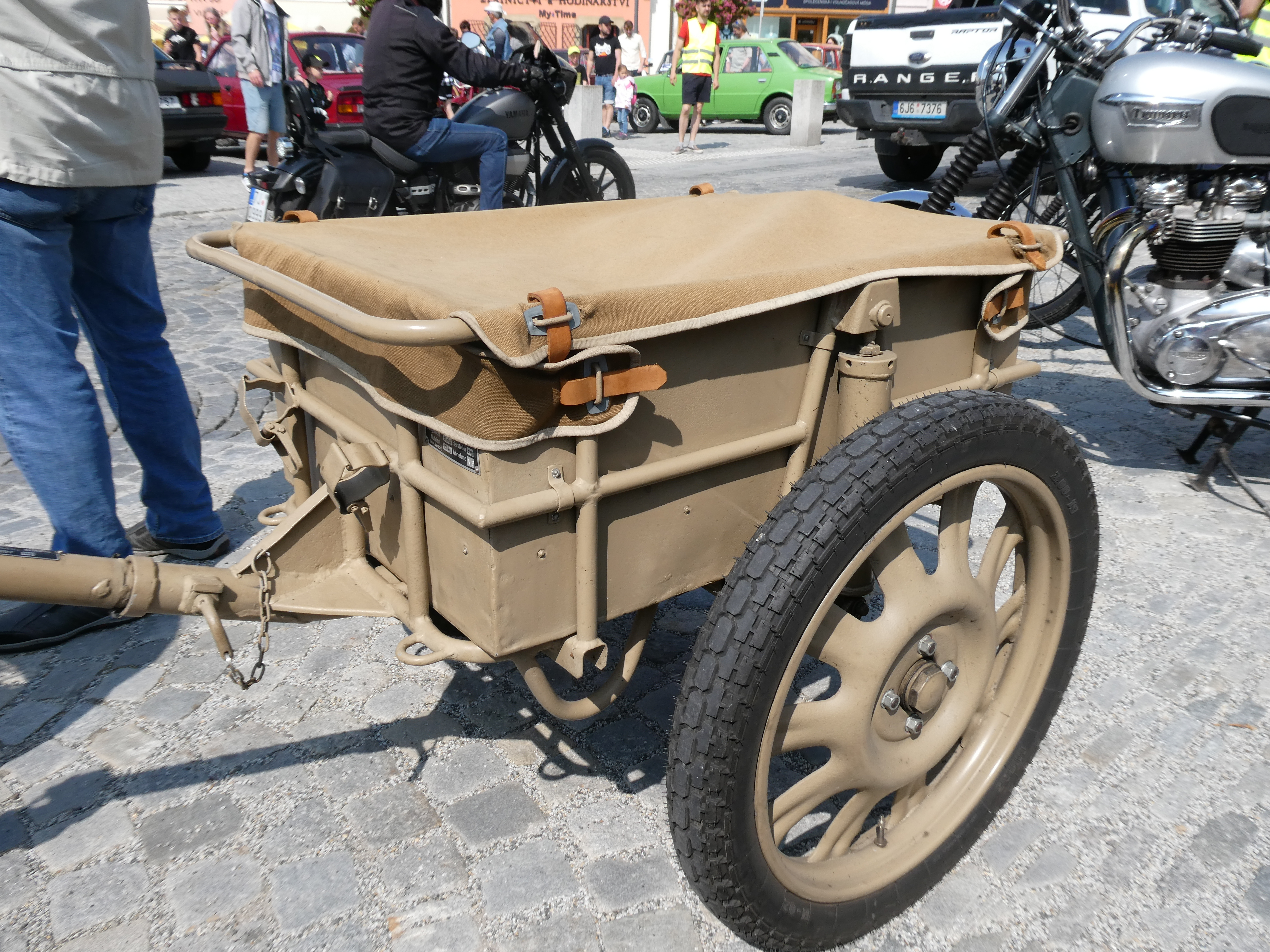
牽引可能なトレーラー
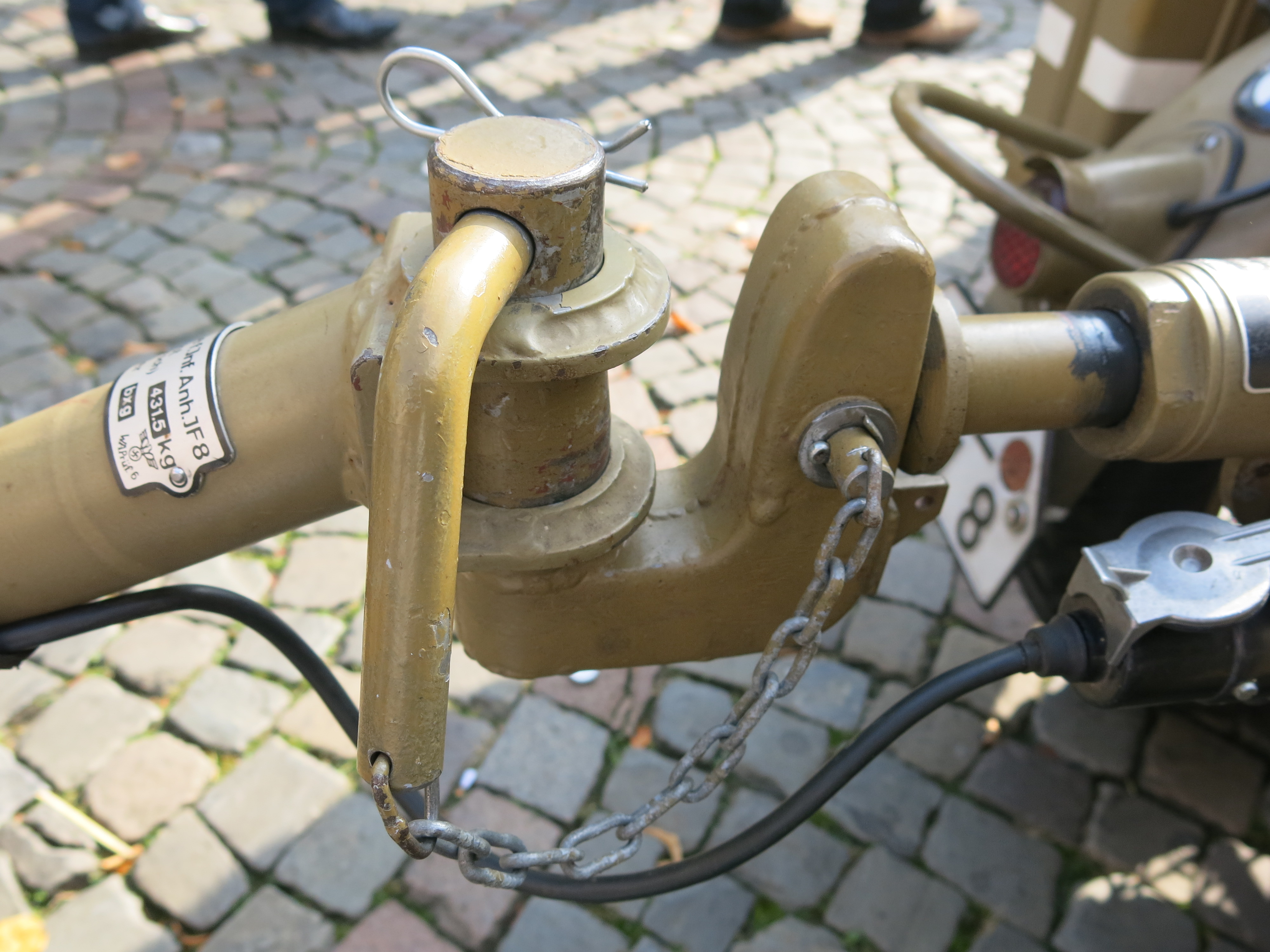
トレーラー用標準フック
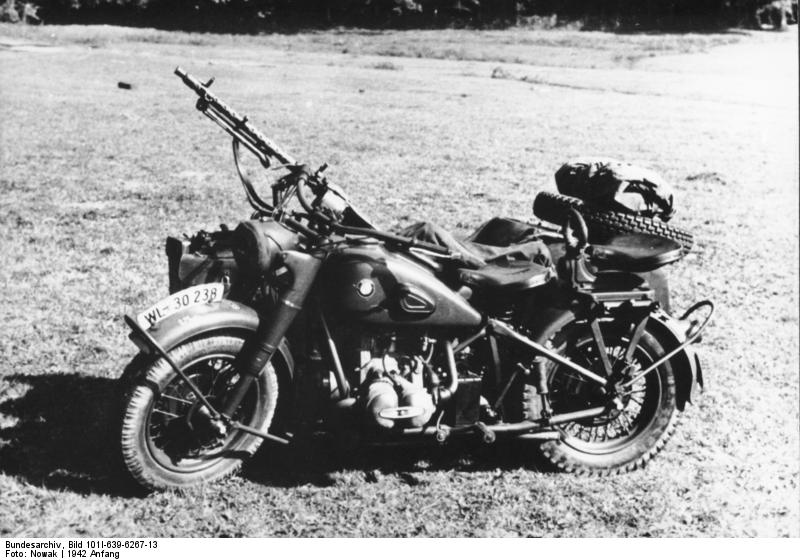
空軍仕様